# Hieracium gombense
Hieracium gombense là một loài thực vật có hoa trong họ Cúc. Loài này được Lagg. ex Christen. mô tả khoa học đầu tiên năm 1863.